# Gastrolesività
La gastrolesività (dal greco gastros, stomaco, e lesione) è la proprietà di alcuni farmaci di provocare processi infiammatori allo stomaco fino a promuovere l'ulcera gastrica od emorragie.
I farmaci gastrolesivi per eccellenza sono i FANS. Sono gastrolesivi anche gli anticoagulanti, chemioterapici e alcuni antidolorifici.
Per la cura e per la prevenzione dell'ulcera gastrica da farmaci, possono essere impiegati gli inibitori di pompa protonica (lansoprazolo, omeprazolo, esomeprazolo).